# إيفون أورسيني
إيفون أورسيني (بالإنجليزية: Ivonne Orsini) هي متسابقة ملكة الجمال أمريكية، ولدت في 6 أبريل 1988 في بايامون في بورتوريكو.